# 赫梅茲尼科夫山
71°52′S 11°39′E / 71.867°S 11.650°E
赫梅茲尼科夫山（英語：Mount Khmyznikov）是南極洲的山峰，位於東部南極洲的毛德皇后地，屬於洪堡山脈中別捷赫京山脈的一部分，該山峰由德國的探險隊發現。